# メレディス・デイヴィス
メレディス・デイヴィス（Meredith Davies CBE, 1922年7月30日 - 2005年3月9日）は、イギリスの指揮者、合唱指揮者。

## 略歴
チェシャー州のバーケンヘッドに聖職者の息子として生まれ、幼時から音楽教育を受ける。オックスフォード大学ケーブル・カレッジ在学中に兵役となり、戦後の1947年にセント・オルバンス教会のオルガン奏者兼合唱指揮者としてスタートする。1949年にはヒアフォード教会に移り、1952年、1955年にウスターの三教区合唱音楽祭で合唱指揮を経験する。エイドリアン・ボールトの勧めで指揮者に転向し、ローマのサンタ・チェチーリア国立アカデミアでフェルナンド・プレヴィターリに師事する。1957年にバーミンガム市交響楽団の副指揮者となり、体調を崩したベンジャミン・ブリテンの代役を務めて彼の信頼を得る。1960年には『ピーター・グライムズ』を指揮し、コヴェントガーデン王立歌劇場にデビューする。その後、ブリテンの『夏の夜の夢』を北米（バンクーバー）、南米（ブエノスアイレス）でそれぞれ初演するなど各地で活躍、1963年から2年間イングリッシュ・オペラ・グループの音楽監督を務める。1963年5月30日、再建されたコヴェントリー教会大聖堂献堂式で、ブリテンの『戦争レクイエム』をバーミンガム市交響楽団を指揮し初演したが（なお小管弦楽団の指揮は作曲者自身が行った）、これは20世紀イギリスの合唱史のハイライトとされている。また、BBCトレーニング・オーケストラの首席指揮者、ロイヤル・コーラル・ソサエティ（王立合唱協会）の音楽監督、リーズ・フィルハーモニック・ソサエティ合唱団の指揮者を歴任し、トリニティ音楽院で教鞭を取る。
ハンプシャー州アルレスフォードにて没。